# Max Irving
Maxwell „Max“ Bruce Irving (* 21. Mai 1995 in Long Beach, Kalifornien) ist ein Wasserballspieler aus den Vereinigten Staaten. Er gewann 2024 die olympische Bronzemedaille. Zweimal siegte er mit dem Team der Vereinigten Staaten bei den Panamerikanischen Spielen.

## Sportliche Karriere
Max Irving studierte an der University of California, Los Angeles und spielte für deren Sportteam. Bei der Universiade 2015 in Gwangju gewann er die Bronzemedaille mit der Studentenauswahl der Vereinigten Staaten.
Ab 2017 spielte Irving auch in der Nationalmannschaft. Nach einem 13. Platz bei der Weltmeisterschaft 2017 erreichte Bowen 2019 mit dem Nationalteam den neunten Platz bei den Weltmeisterschaften in Gwangju. Im Finale der Panamerikanischen Spiele 2019 siegte das Team aus den Vereinigten Staaten gegen Kanada. Bei den 2021 ausgetragenen Olympischen Spielen in Tokio unterlag Irving mit seiner Mannschaft im Viertelfinale den Spaniern. In den Platzierungsspielen erreichte die Mannschaft den sechsten Platz. Irving warf im Spiel um den fünften Platz zwei Tore beim 11.14 gegen Kroatien.
Auf einen sechsten Platz bei der Weltmeisterschaft 2022 folgte der siebte Platz bei der Weltmeisterschaft 2023. Bei den Panamerikanischen Spielen 2023 siegte das US-Team vor den Brasilianern, wobei Irving im Finale zwei Tore warf. 2024 erreichte die US-Mannschaft bei der Weltmeisterschaft 2024 nur den neunten Rang. Bei den Olympischen Spielen in Paris belegte das US-Team den dritten Platz in seiner Vorrundengruppe. Im Viertelfinale gewann das Team im Penaltyschießen gegen die Australier. Nach einem 6:10 im Halbfinale gegen Serbien bezwang die Mannschaft aus den Vereinigten Staaten im Spiel um Bronze die Ungarn im Penaltyschießen, nachdem es am Ende der regulären Spielzeit 8:8 gestanden hatte. Irving hatte im Spiel um Bronze ein Tor geworfen. Im Penaltyschießen verwandelten Hannes Daube, Max Irving und Alex Bowen die ersten drei Würfe, während die ersten drei Ungarn nicht ins Tor trafen.